# トーマス・ソマスケールズ
トーマス・ソマスケールズ（Thomas Somerscales、1842年10月29日 - 1927年6月27日）は、イギリス生まれの画家、航海士である。チリで航海術の教師として働きながら画家として働き、「硝石戦争」の海戦を描いた作品などの海洋画で知られている。

## 略歴
ヨークシャーのキングストン・アポン・ハルで、船員の息子に生まれた。叔父にアマチュア画家がいた。1863年からイギリス海軍に雇われて練習船、HMS Cumberlandで航海術を教員に雇われ、6か月間太平洋を航海した。その後も5年間に渡って、練習航海の教員を務め4度、練習航海に参加した。
1869年の夏の航海で、パナマでマラリアに罹患し、チリのバルパライソで下船しなければならなくなり、回復が遅れ、イギリス海軍を解雇された。チリに留まり、多くの絵を描くようになり、1872年にサンティアゴで開かれた国際美術展に3点の作品を出展し、銀メダルを受賞した。
1875年に、チリの軍艦に乗船し、バルパライソの沖で数時間、激しい嵐と戦う軍艦を見る機会があり感銘を受け、軍艦やその他の船を専ら描くようになった。
1879年から1884年にかけて、ボリビア、ペルーとチリ間で戦われた「硝石戦争」の海戦の情景を描いた多くの絵画を制作した。 チリ海軍とペルー海軍の間で戦われたイキケの海戦を描いた作品がとくに有名になった。硝石戦争の後は、南米沖の商船を専ら描いた。
1892年にイギリスに帰国し、翌年からロイヤル・アカデミー・オブ・アーツの展覧会に出展するようになり、1928年までに28点の作品が展示された。この間、何度もチリへ旅し、作品を描いた。
ソマスケールズの作品はテート・ギャラリーやグリニッジの国立海事博物館 (National Maritime Museum) や出生地のキングストン・アポン・ハルの美術館、サンティアゴの美術館などに収蔵されている。

## 作品

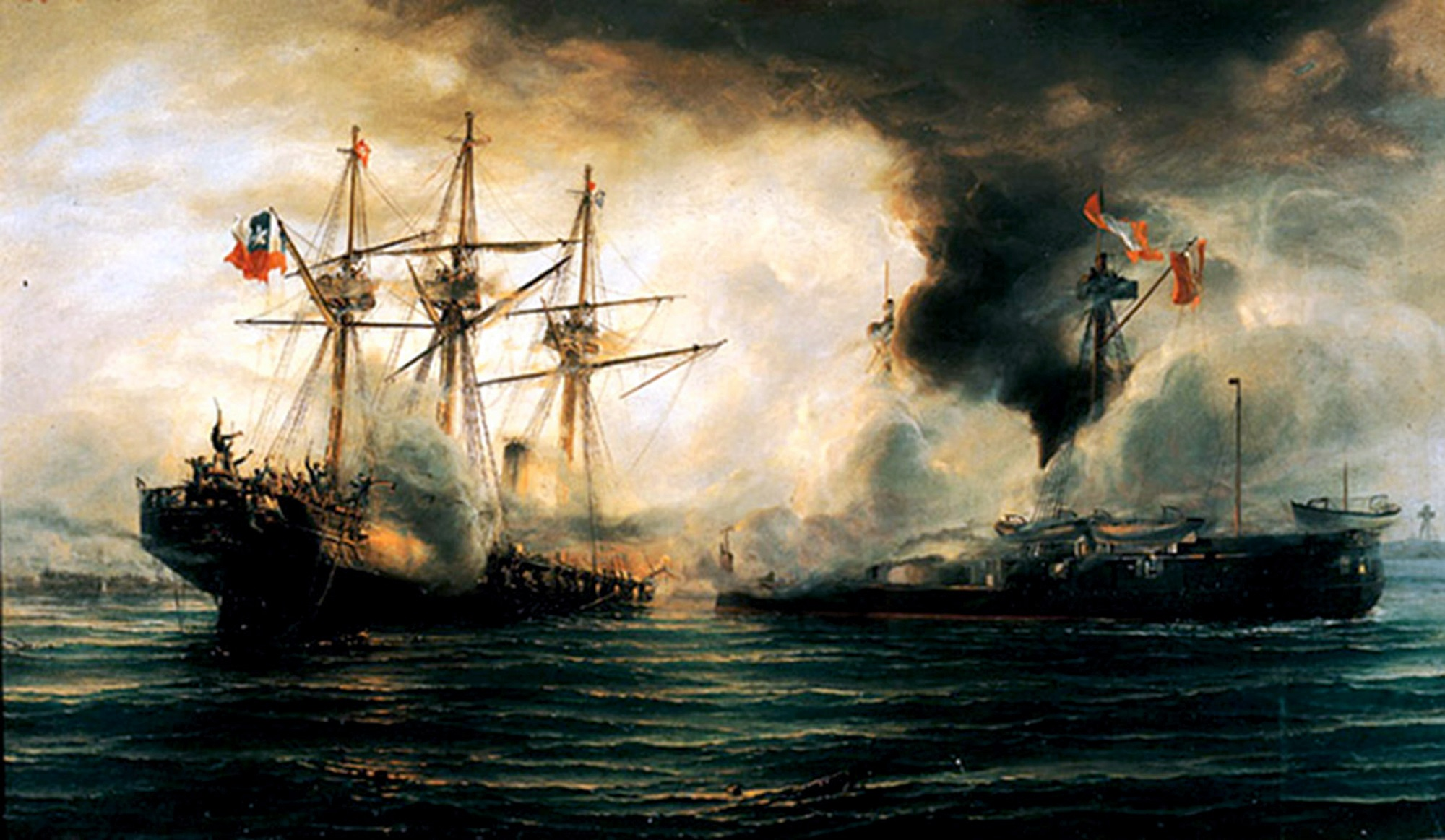
イキケの海戦でペルー海軍の「ワスカル」とチリ海軍の「エスメラルダ」の戦い
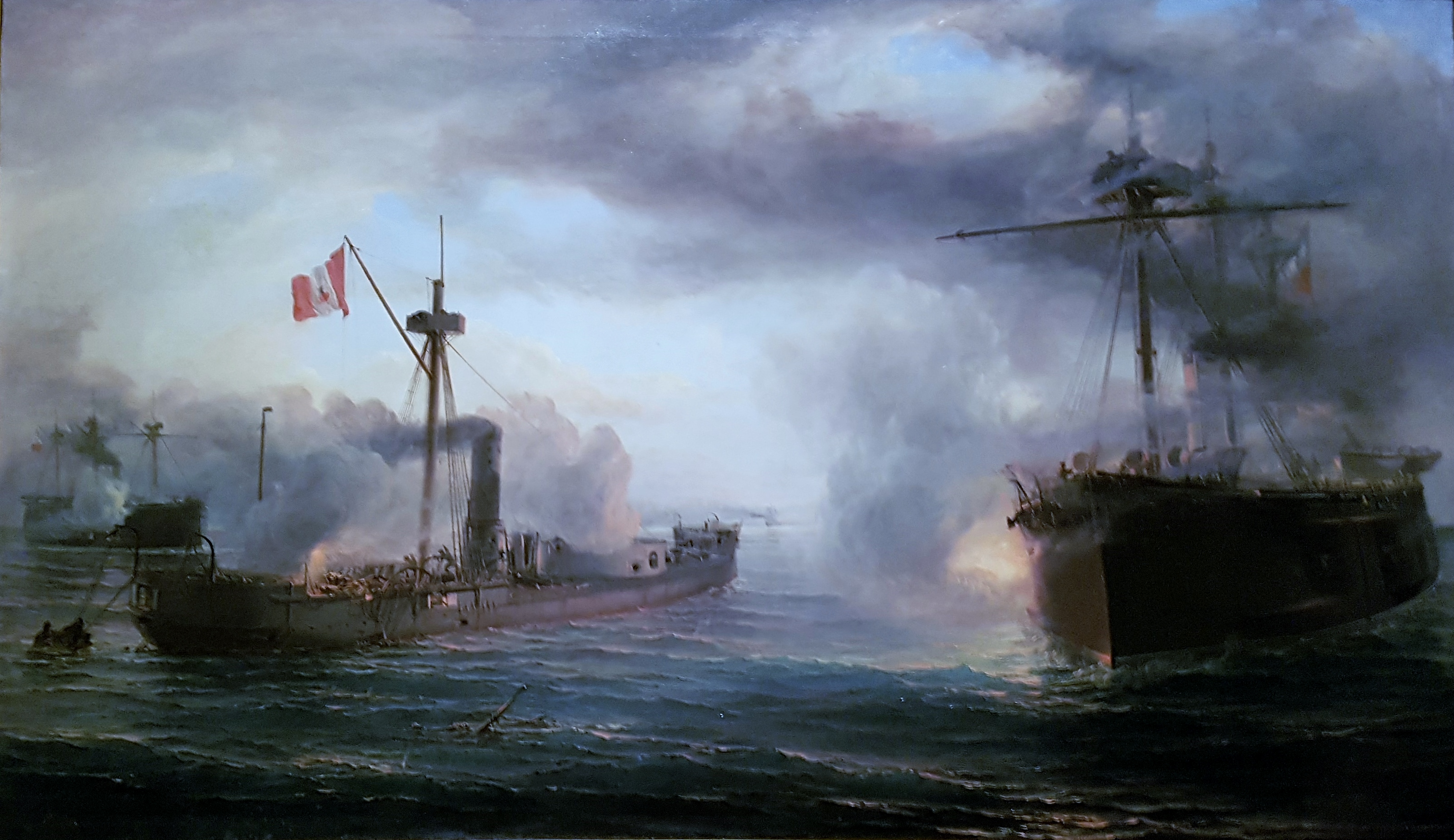
ワスカルの鹵獲
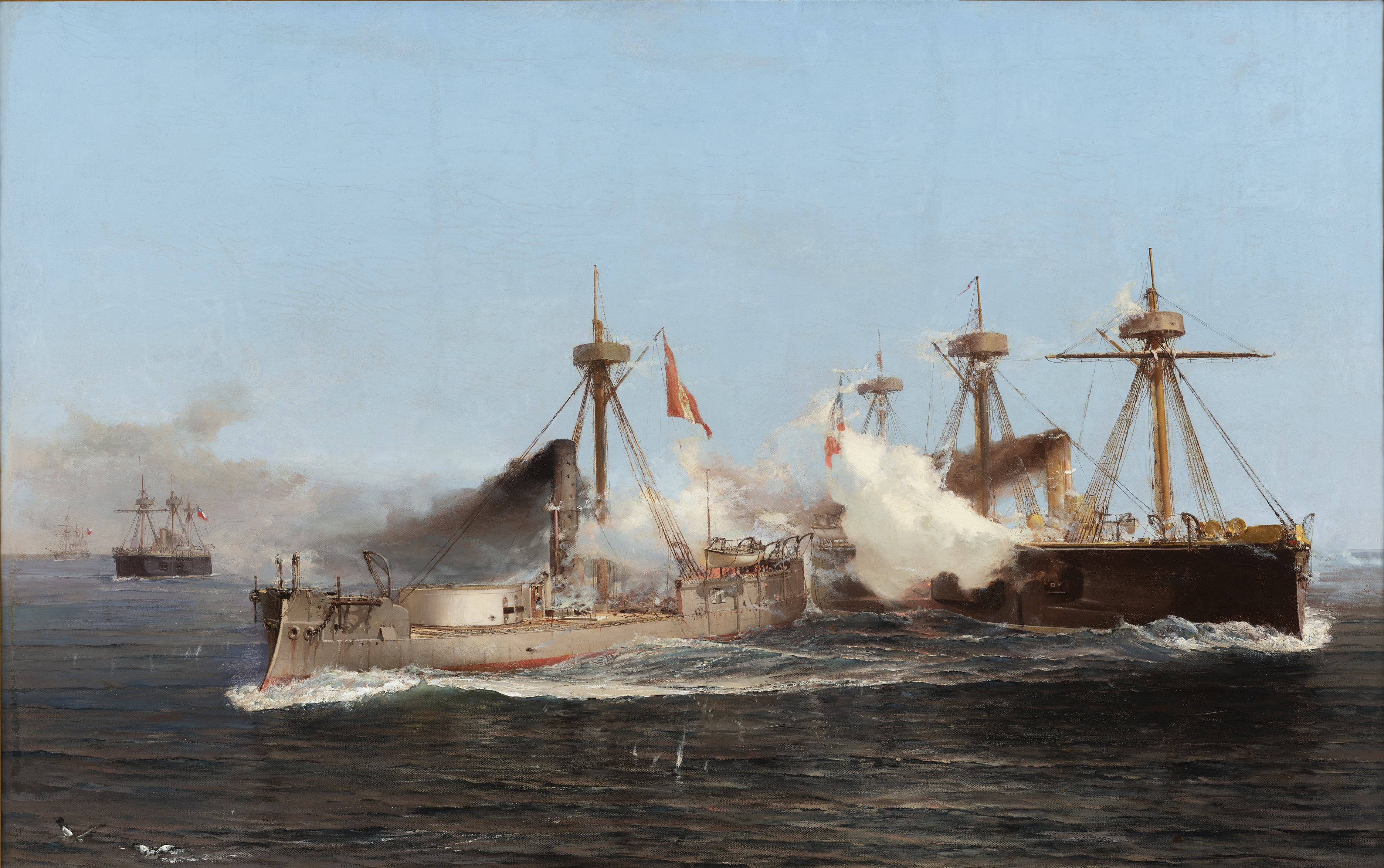
Combate naval de Angamos(1879)
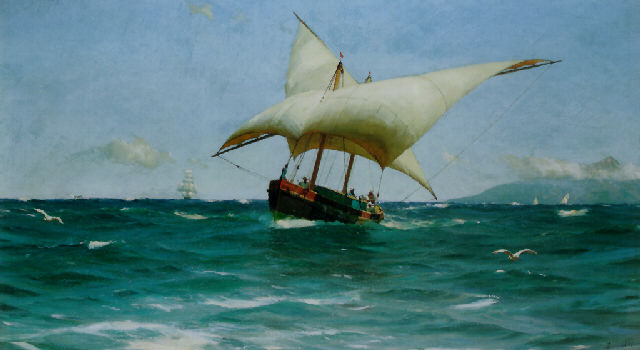
"Full sails"
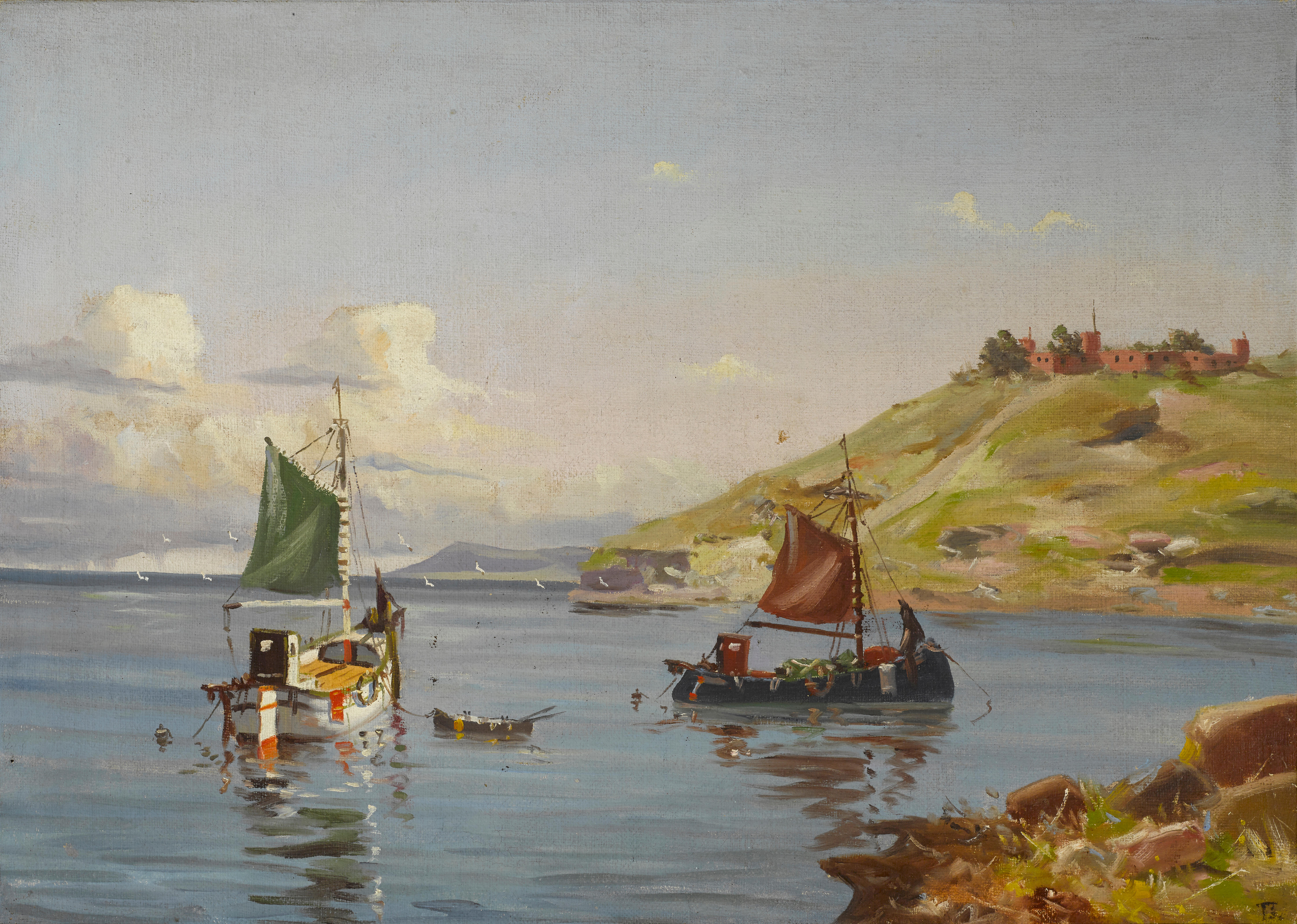
港の風景
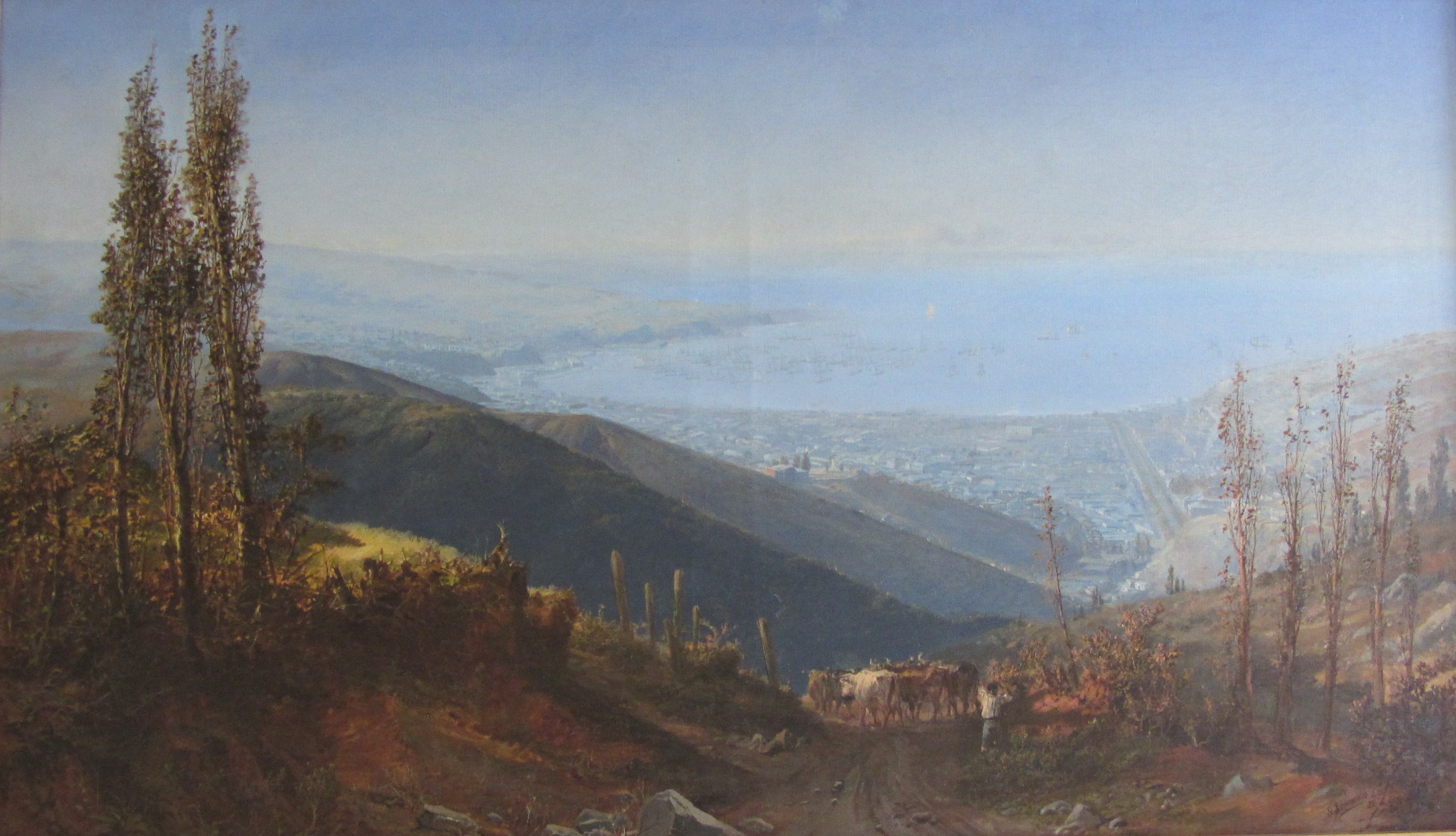
バルパライソの風景